# Buthus nabataeus
Espèce
Buthus nabataeus est une espèce de scorpions de la famille des Buthidae.

## Distribution
Cette espèce est endémique de Jordanie.

## Étymologie
Son nom d'espèce lui a été donné en référence au lieu de sa découverte, le royaume nabatéen.

## Publication originale
- Lourenço, Abu Afifeh, Al-Saraireh, Baker & Amr, 2021 : « New insights into the taxonomy of the genus Buthus Leach, 1815 in Jordan and description of a new species (Scorpiones: Buthidae). » Zoology in the Middle East, vol. 67.